# Moderatto
Moderatto est un groupe de rock mexicain, originaire de Mexico. Il est fréquemment associé au glam rock, principalement à son esthétique. Il s'inspire de groupes comme Kiss, Mötley Crüe, Twisted Sister et Poison, dont ils sont même considérés comme parodiques. Le groupe trouve le succès au Mexique et en Amérique latine, grâce à ses reprises de morceaux pop à succès.

## Biographie
Moderatto est formé en 1999 à l'initiative de Jay de la Cueva, Cha! et Iñaki Vázquez (anciens membres du groupe mexicain Fobia), ainsi que Randy Ebright (membre de Molotov) et Marcello Lara (le directeur). Depuis ses débuts, Moderatto se caractérise par son style parodique et moqueur des groupes de glam metal des années 1980,. En 2001, il sort son premier album, Resurrexión, qui comprend des reprises de chansons pop des années 1980, en référence au fait que Steel Panther était le premier à faire de telles reprises. Plus tard, le batteur Randy Ebright se retire du groupe pour se consacrer entièrement à Molotov, et il est remplacé par Elohim Corona, batteur des groupes Normo et Isis.
En 2004, ils sortent l'album Detector de metal, avec le même principe que le premier album, mais avec plus de qualité sonore et en soulignant le single Muriendo lento avec Belinda ; cet album se vend à plus de 100 000 exemplaires et est certifié disque de platine. Avec cet album, le groupe franchit un cap important dans sa carrière, telles que l'ouverture en concert du groupe emblématique Kiss, au Mexique.
À la fin de 2005 sort l'album Nos vemos en el invierno. Au début de 2006, ils sortent leur album Moderatto en directo ... ¡Ponte Loco! où ils enregistrent leurs succès sur CD/DVD en direct de l’Auditorio Nacional de Mexico. ¡Grrrr! (2006) est l'album qui contient des morceaux originaux et un style plus mélodieux, contrairement aux albums précédents. Plus tard, Moderatto publie son cinquième album, Queremos rock (2008), qui comprend huit morceaux et deux reprises.
En 2011, Moderatto participe à la bande originale du film Disney Cars 2 ; chaque membre du groupe était chargé de doubler un personnage dans le film. La même année, Moderatto collabore avec Alejandra Guzmán sur son album 20 años de éxitos en vivo con Moderatto, est certifié disque de platine. Encore plus tard sort le single La Llamada de mi ex. Il est à l’origine le morceau de la Banda Limón Band et rencontre un vif succès auprès du public qui le place déjà dans le top 20 des Top Latin Songs de Monitor Latino - Pop México,.
Pour ses 15 ans de carrière, Moderatto lance Moderatto XV, une compilation de ses plus grands succès et de quelques classiques du rock, dont son single Volviendo japonés, une reprise en espagnol de la chanson Turning Japanese de The Vapors. En 2018, sort le single Caballero avec la chanteuse Karol G.

## Membres

### Membres actuels
- Bryan Amadeus Moderatto (Jay de la Cueva) - chant, piano, guitare rythmique
- Mick P. Marcy (Marcello Lara) - guitare solo
- Roy Ochoa Avilés (Iñaki Vázquez) - guitare rythmique, chœurs, claviers
- Xavi Moderatto (Javier « El Chá! » Ramírez) - basse
- Elohím Corona - batterie, percussions

### Anciens membres
- Randy Ebright - batterie (2001-2003)
- Olallo Rubio - batterie (2001)

## Discographie

### Albums studio
- 2001 : Resurrexión
- 2004 : Detector de metal
- 2005 : Nos vemos en el invierno
- 2006 : En directo... ¡ponte loco!
- 2006 : ¡Grrrr!
- 2007 : Moderatto Army
- 2008 : Queremos rock
- 2012 : Carisma
- 2014 : Malditos pecadores
- 2017 : Moderatto XV

### Collaborations
- 2011 : 20 años de éxitos en vivo con Moderatto